# Ідіом
Ідіо́м (від грец. ιδίωμα — особливість, своєрідність) — загальний термін, запроваджений у лінгвістиці XX століття для позначення різних форм існування мов: мови, діалекту, говірки, варіантів літературної мови тощо. Використовується для підкреслювання спільних властивостей таких мовних утворень, або у випадках, коли їхня кваліфікація як окремої мови, діалекту, говірки тощо є проблематичною або дискусійною.